# Veluwemeer
El Veluwemeer (que podría traducirse como lago de Veluwe) es un lago de borde artificial localizado en el centro de los Países Bajos, entre las provincias de Flevoland y Güeldres. El lago fue ganado al mar cuando se realizaron los polders de Flevoland y se desecó en parte el IJsselmeer, separándolo de la región de la Veluwe. Tiene una superficie de 32,5 km².
El Veluwemeer forma parte de la serie de lagos periféricos utilizados para separar geohidrológicamente los pólderes bajos de Flevoland de las tierras más altas del continente.
El Wolderwijd tiene una orientación suroeste-noreste y se extiende entre el Wolderwijd y el Drontermeer. Al suroeste, la transición Wolderwijd-Veluwemeer  se encuentra en el acueducto de Harderwijk; al noreste se transforma en el Drontermer a la altura de la ciudad de Elburg. Ambas ciudades, Harderwijk y Elburg (Güeldres) tienen varias playas y un puerto deportivo en el lago. El lago recibe, entre otras cosas, las aguas de un arroyo, el Hierdense Beek.
El Veluwemeer desempeña una función turística importante, principalmente relacionadas con los deportes acuáticos y el recreo de playa y está rodeado por una serie de campamentos y puertos deportivos. También es importante para la gestión del agua y la navegación.
El 29 de agosto de 2000, una zona de 3150 hectáreas del lago fueron declaradas sitio Ramsar (nº ref. 1278).

## Galería
|                                    |
| Practicando windsurfing en el lago |

|                         |
| Acueducto de Harderwijk |